# 沙普 (多姆山省)
沙普（法語：Chappes，法語發音：[ʃap]）是法国多姆山省的一个市镇，属于里永区。

## 地理
沙普（45°52'7"N, 3°13'14"E）面积10.21 平方千米，位于法国奥弗涅-罗讷-阿尔卑斯大区多姆山省，该省份为法国中南部省份，北起阿列省接壤，东临卢瓦尔省，南至上盧瓦爾省和康塔爾省，西接科雷兹省和克勒兹省。
与沙普接壤的市镇（或旧市镇、城区）包括：埃讷扎、沙瓦鲁、昂特赖格、吕萨、圣博齐尔。

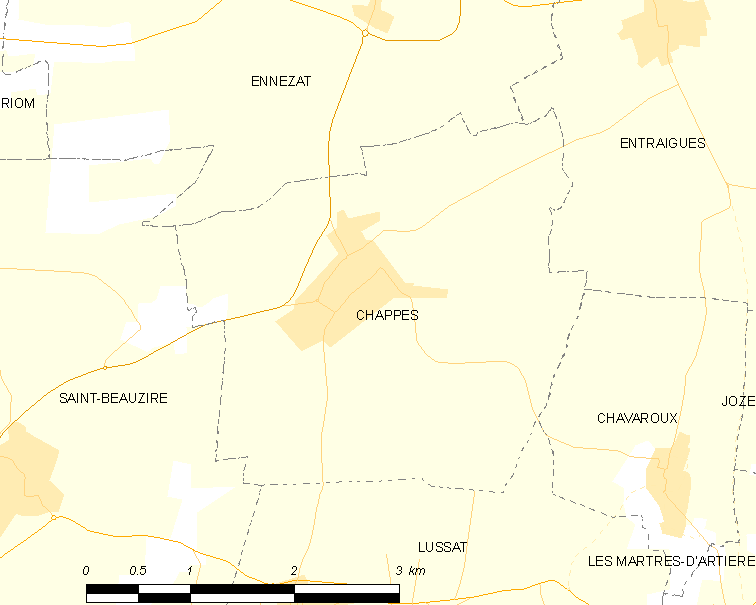
的OSM定位图

沙普的时区为UTC+01:00、UTC+02:00（夏令时）。

## 行政
沙普的邮政编码为63720，INSEE市镇编码为63089。

## 政治
沙普所属的省级选区为艾格佩斯县。

## 人口

1962-2008年间人口变化图示

沙普于2022年1月1日时的人口数量为1609人。